# Michele Francesco Buttigieg

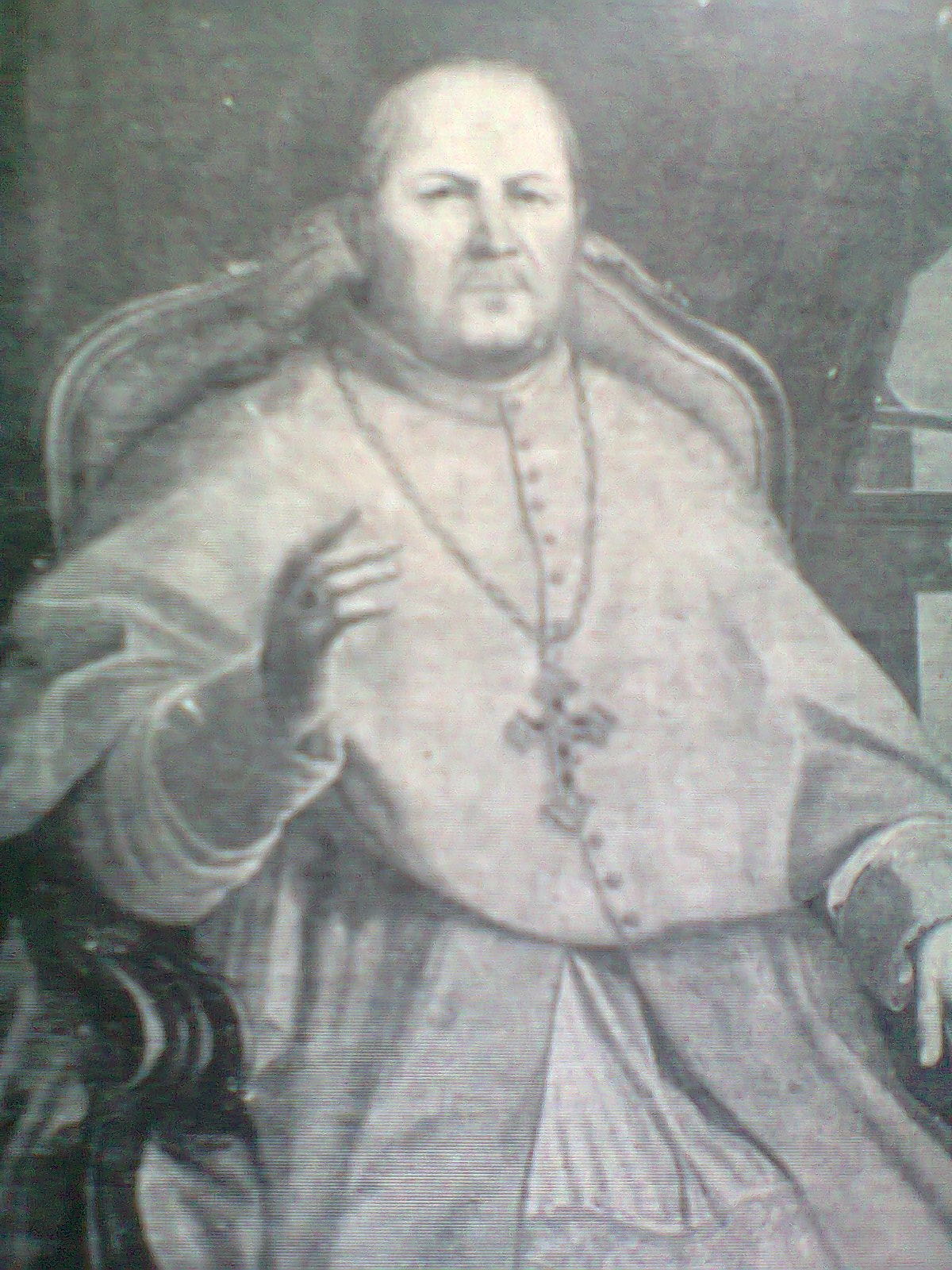
Bischof Michele Francesco Buttigieg

Michele Francesco Buttigieg (maltesisch Mikiel Franġisk Buttiġieġ, englisch Michael Franciscus Buttigieg; * 3. November 1793 in Qala, Gozo; † 12. Juli 1866 in Rabat, Gozo) war ein maltesischer römisch-katholischer Geistlicher und der erste Bischof von Gozo.

## Leben
Er empfing am 21. Dezember 1816 die Priesterweihe und wurde Erzpriester der Kollegiatkirche von Gozo.
Papst Pius IX. bestellte ihn am 16. März 1863 zum Titularbischof von Lete und zum Weihbischof in Malta für Gozo. Die Bischofsweihe spendete ihm am 3. Mai 1863 in der römischen Kirche Santissima Trinità Montecitorio Niccola Kardinal Paracciani Clarelli; Mitkonsekratoren waren die Erzbischöfe Salvatore Nobili Vitelleschi und Alessandro Franchi.
Am 22. September 1864 ernannte der Papst Michele Francesco Buttigieg zum ersten Bischof von Gozo. Er nahm am Sonntag, dem 23. Oktober 1864, feierlich von der Kathedrale in Gozo Besitz. Zwei Jahre später starb er im Bischofsamt und wurde in der Kathedrale von Rabat beigesetzt.